# فاديم لوجونوف
فاديم لوجونوف (بالروسية: Логунов, Вадим Юрьевич)‏ هو لاعب كرة قدم روسي في مركز الهجوم، ولد في 2 مارس 1968 في ليبيتسك في روسيا، وتوفي بنفس المكان في 12 مايو 2021. لعب مع FC Krystal Kherson ‏.

## وصلات خارجية
- فاديم لوجونوف على موقع اتحاد أوكرانيا (الإنجليزية)
- فاديم لوجونوف على موقع قاعدة بيانات كرة القدم.إي يو (الإنجليزية)